# Akwileja
Akwileja (łac. Aquileia, wł. Aquileia, friulski Acuilee, słoweński Oglej) – miasto i gmina w północno-wschodnich Włoszech w regionie Friuli-Wenecja Julijska. Ważny ośrodek turystyczny.
Według danych na rok 2004 gminę zamieszkiwało 3330 osób, 92,5 os./km².

## Historia
Miasto zostało założone przez Rzymian w 181/180 p.n.e. jako twierdza w czasie wojen z plemionami illiryjskimi. Miasto zaczęło się rozwijać dzięki handlowi złotem, wydobywanym niedaleko obecnego Klagenfurtu. W 132 p.n.e. uzyskało wygodne połączenie drogowe z resztą ziem rzymskich dzięki budowie Via Popillia-Annia, dochodzącej tu z Ariminum (dzisiejsze Rimini) przez portową wówczas Hadrię i Rawennę. W czasie wojen z Markomanami cesarz Marek Aureliusz uczynił z miasta bazę wypadową. 
W IV w n.e. miasto stało się siedzibą biskupstwa. Jeden z ówczesnych kronikarzy Auzoniusz opisał miasto jako moenibus et portu celeberrima i zaliczył je do najważniejszych obok Rzymu, Mediolanu i Kapui. W 452 Hunowie splądrowali i zniszczyli miasto, a jego mieszkańcy uciekli na pobliskie laguny, zakładając Wenecję i Grado. Mimo to miasto odrodziło się, lecz dwukrotnie (568, 590) było niszczone przez Longobardów. W średniowieczu wraz z okolicami podlegało świeckiej władzy swoich biskupów, noszących tytuł patriarchów i podlegających zwierzchnictwu cesarzy rzymsko-niemieckich. W 1450 Akwileja została podporządkowana Republice Weneckiej i dzieliła jej dalsze dzieje.
W 1751 patriarchat Akwilei został zniesiony.

## Zabytki i miejsca warte zobaczenia
- katedra z początku XI wieku, zbudowana na fundamentach jeszcze starszej świątyni po której zachowała się na podłodze pochodząca z IV wieku mozaika o powierzchni 760 m² (największa zachowana mozaika wczesnochrześcijańska[2]). Na mozaice znajdują się przedstawienia postaci ludzi, zwierząt i roślin ujętych w geometryczne wzory. W apsydzie natomiast zachowały się fragmenty fresków z XI wieku. Obok kościoła zachowała się dzwonnica, z której roztacza się widok na miasto;
- ruiny rzymskiego portu rzecznego do których, od katedry, prowadzi obsadzona cyprysami Via Sacra;
- Muzeum Wczesnego Chrześcijaństwa (Museo Paleocristiano), położone na północnym wschodzie od ruin portu rzecznego. Muzeum eksponuje wczesnochrześcijańskie urny pogrzebowe, fragmenty mozaik i balustrad chóru;
- Muzeum Archeologiczne (Museo Archeologico) eksponujące znaleziska z czasów rzymskich, takie jak różnego rodzaju przedmioty z kamieni szlachetnych, bursztynu i szkła.

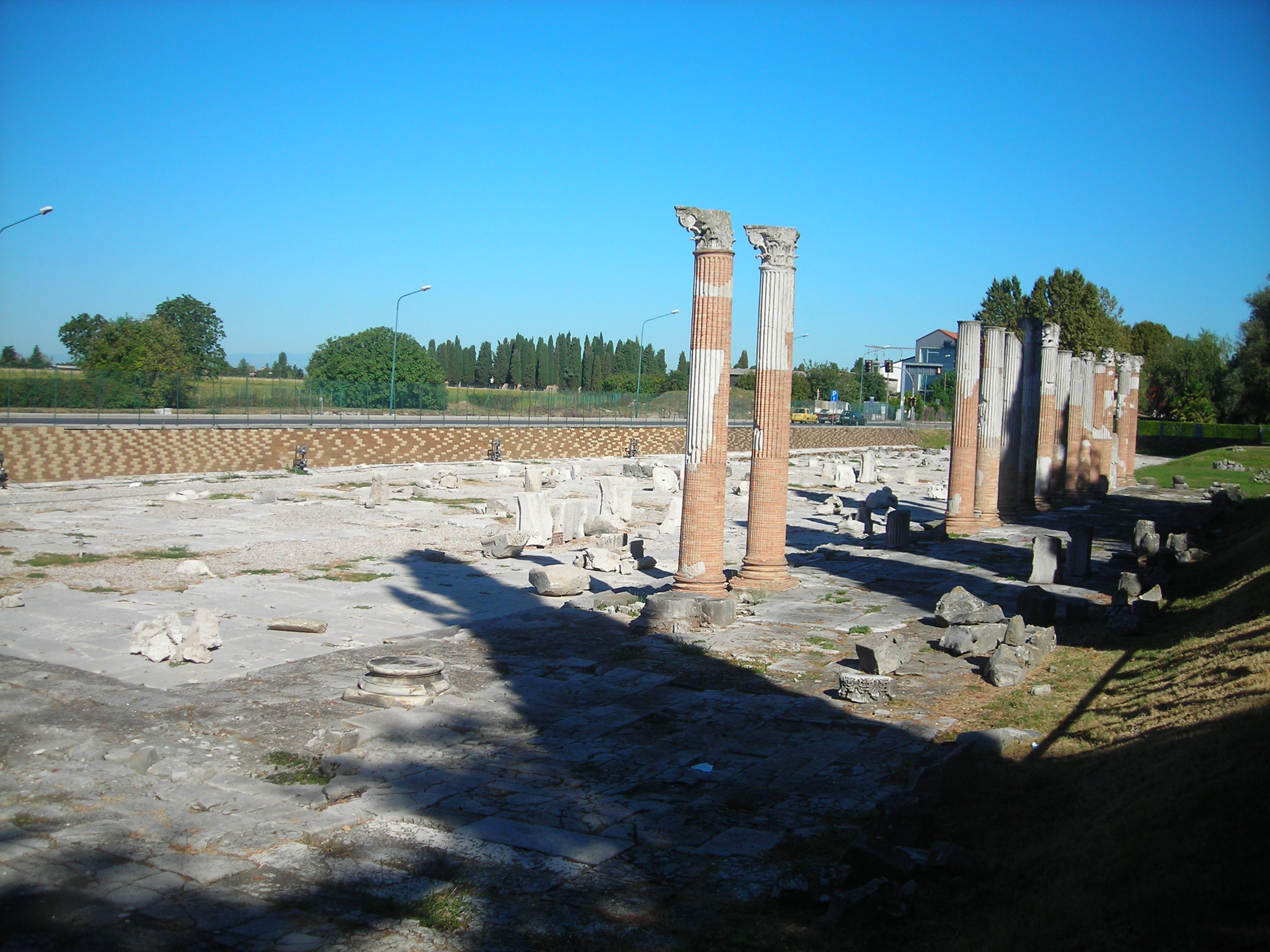
Akwileja, ruiny Forum romanum
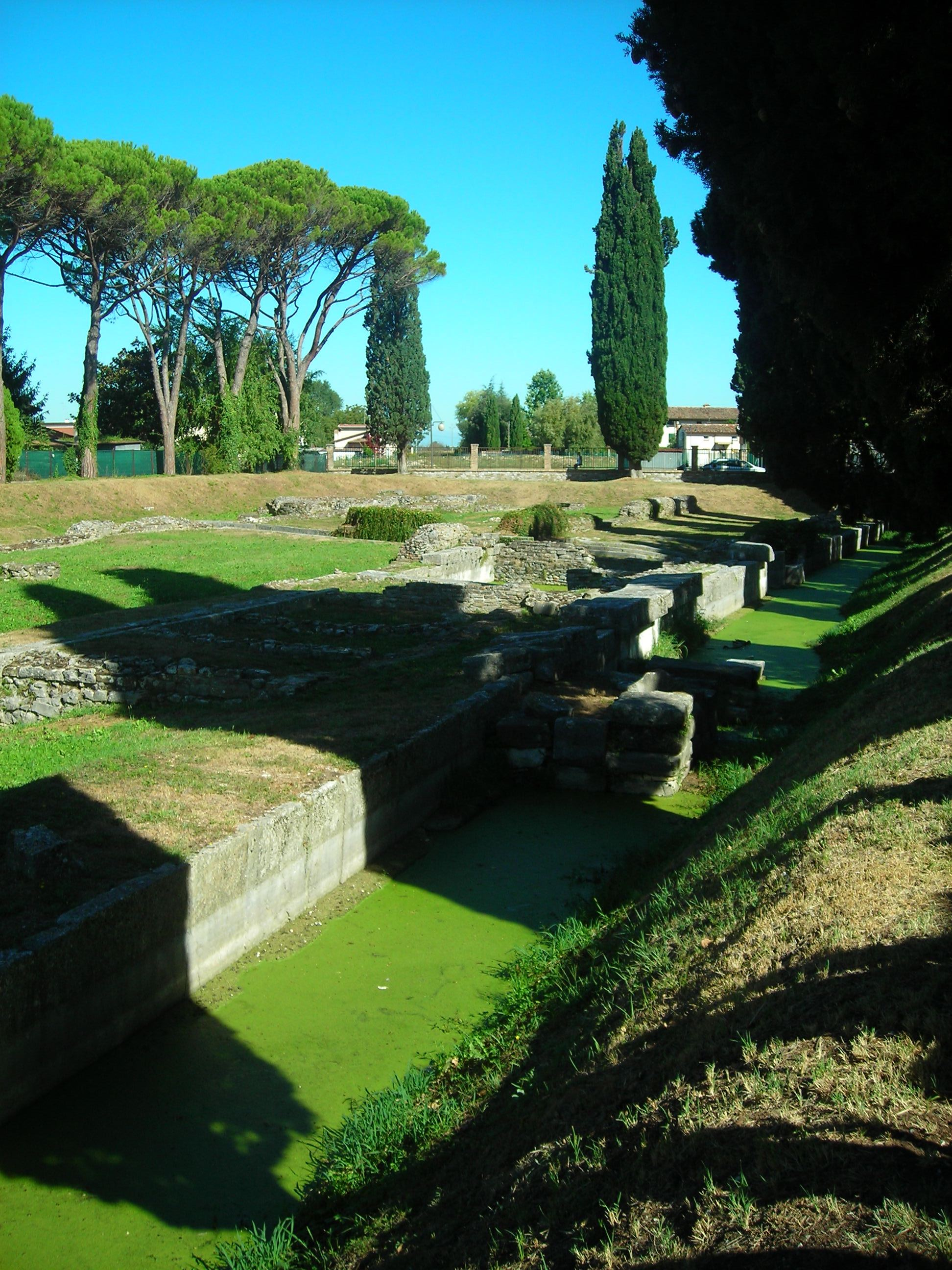
Akwileja, ruiny rzymskiego portu rzecznego
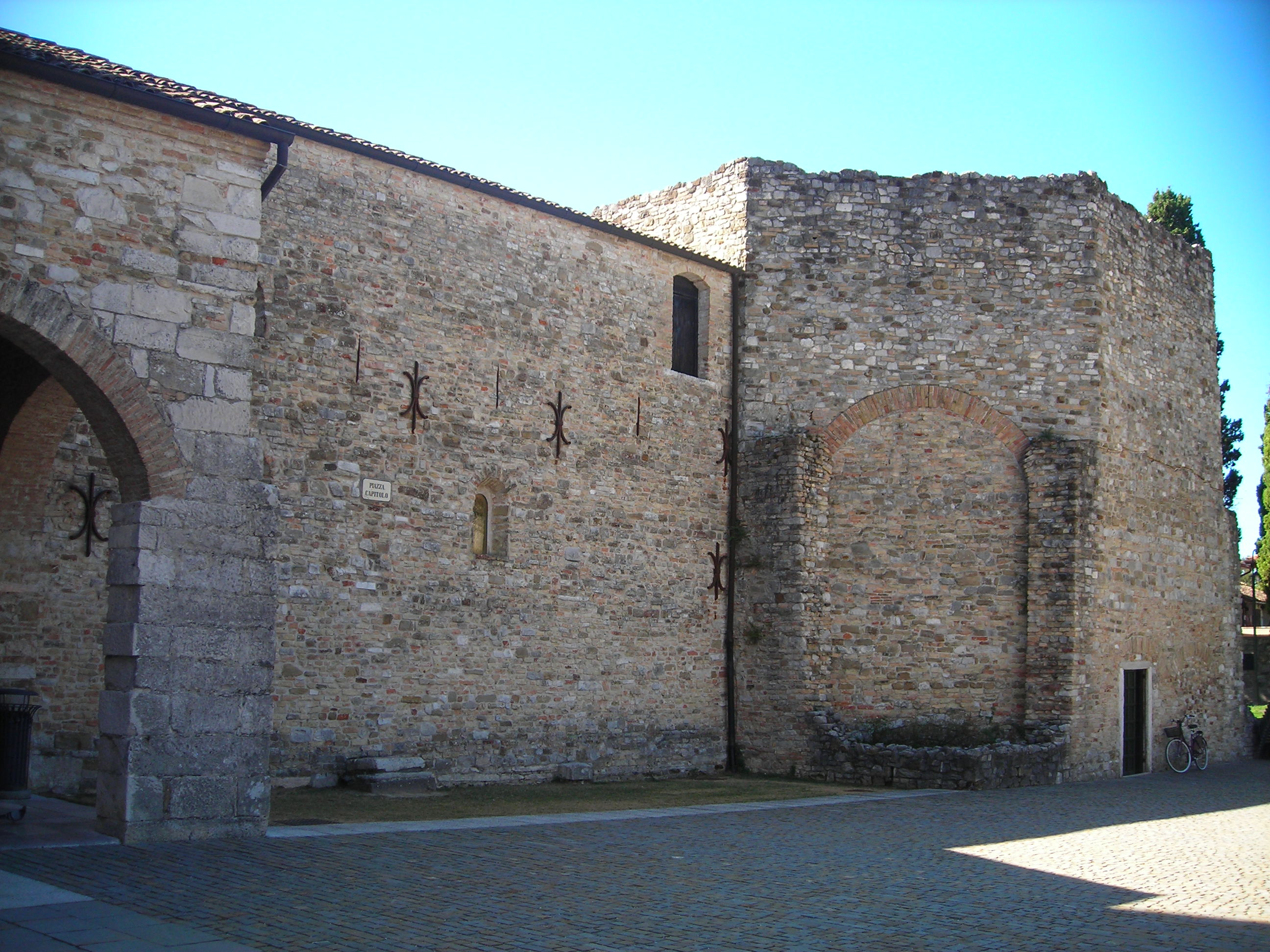
Akwileja, katedra-baptysterium
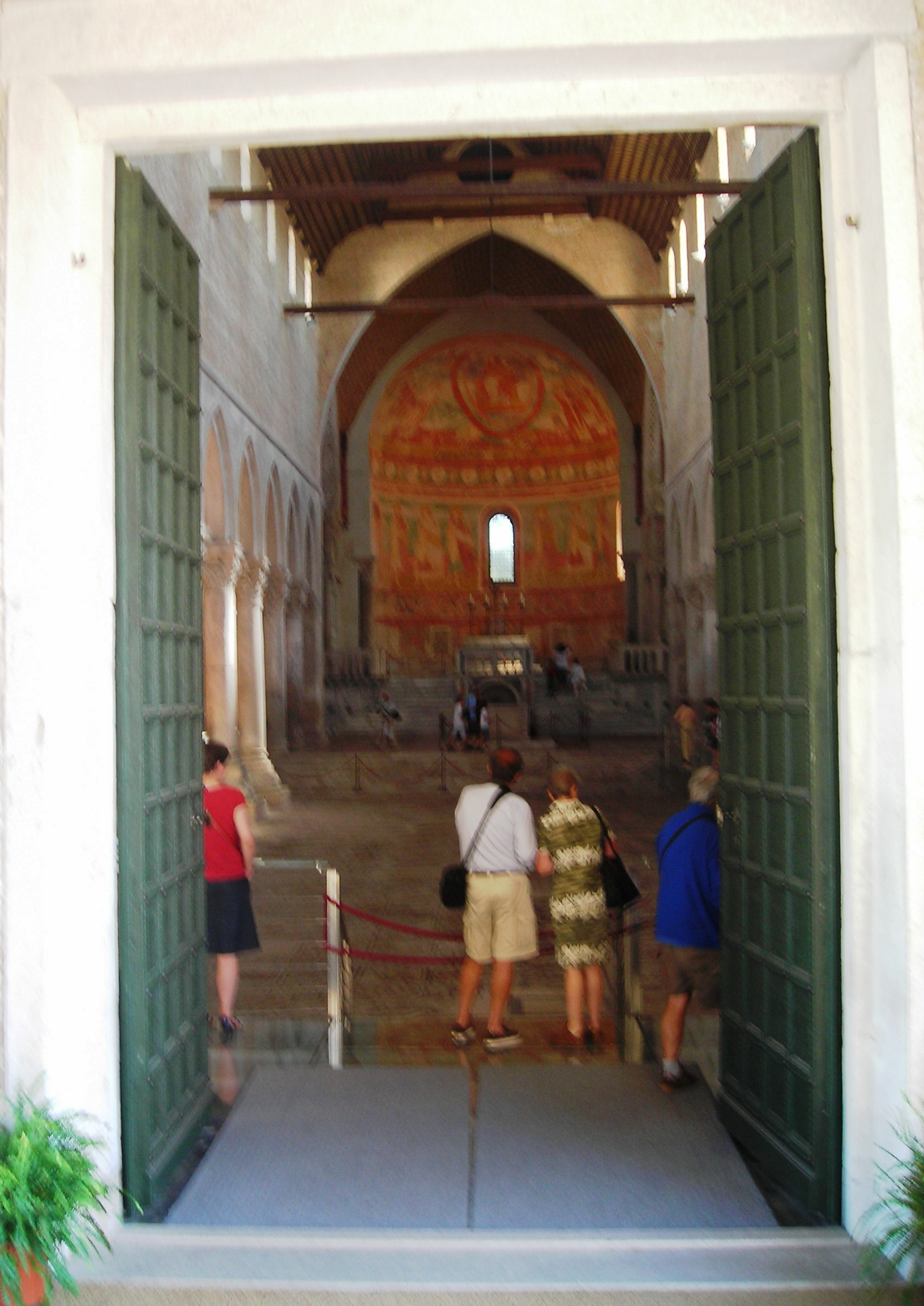
Akwileja, wnętrze katedry
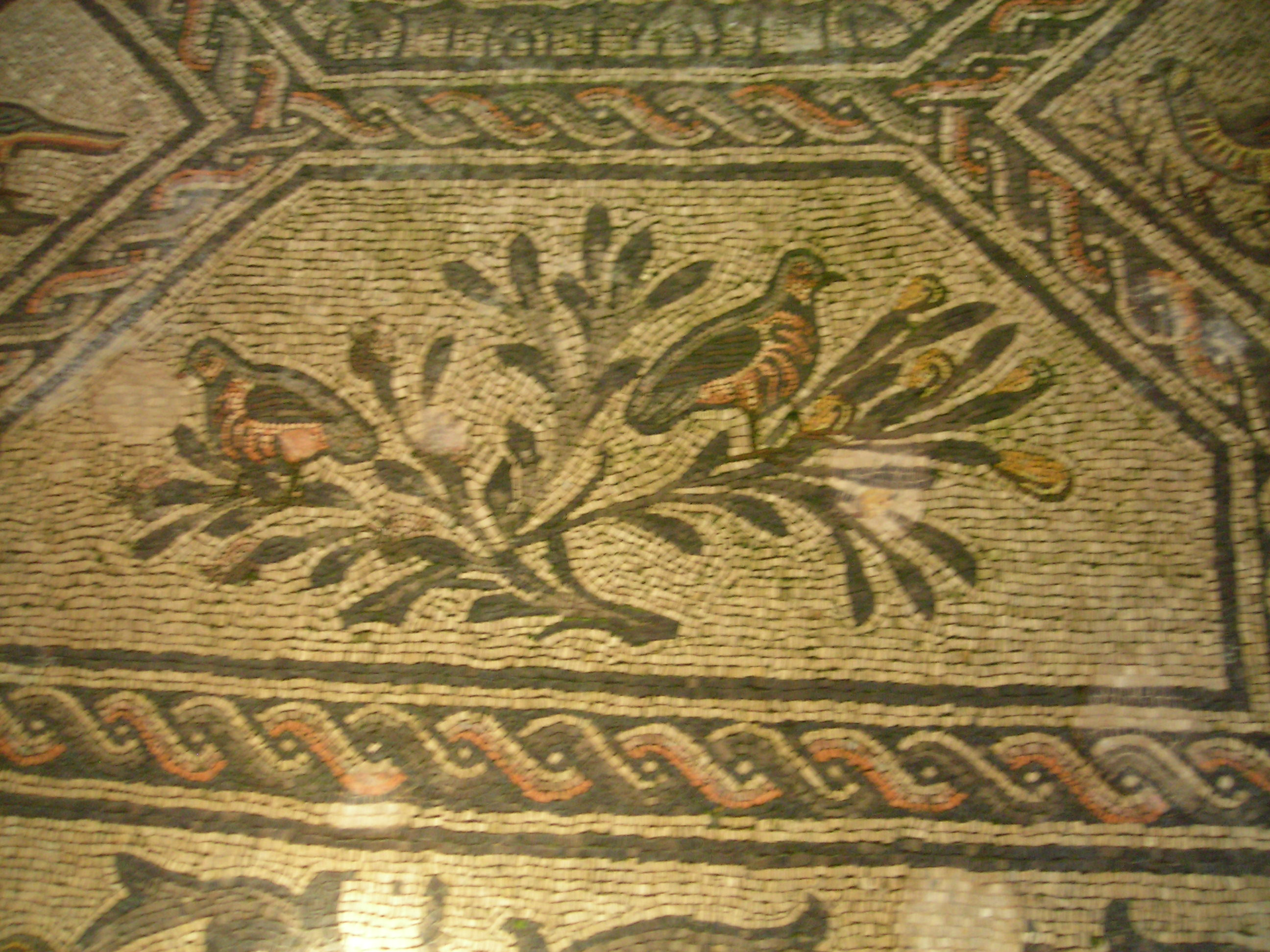
Akwileja, katedra-mozaika podłogowa

## Osoby związane z miastem
- Patriarchowie Akwilei, w tym:
- Świętobór Fryderyk, patriarcha akwilejski w latach 1085–1086
- Pagano della Torre (zm. 1332), patriarcha Akwilei w latach 1319–1332
- Jan Sobiesław Luksemburski (1387–1394), patriarcha Akwilei
- Ludovico Trevisan (1401-1465), patriarcha Akwilei

Z Akwileją związanie byli także:
- Święty Chryzogon (III lub IV wiek), prawdopodobnie biskup Akwilei
- Święty Walerian, męczennik chrześcijański, święty Kościoła katolickiego i prawosławnego
- Irena z Tesaloniki (ur. w okolicach Akwilei, zm. 294 lub 304) – dziewica i męczennica chrześcijańska oraz święta Kościoła katolickiego i prawosławnego
- Rufin z Akwilei (345-410), pisarz chrześcijański, historyk
- Konstantyn II (337–340), cesarz

## Współpraca
- Piran, Słowenia
- Maria Saal, Austria